# فرودگاه بلک دیاموند/کو نیم
فرودگاه بلک دیاموند/کو نیم (به انگلیسی: Black Diamond/Cu Nim Airport) یک فرودگاه همگانی است که یک باند فرود چمن دارد و طول باند آن ۹۱۹ متر است. این فرودگاه در کشور کانادا قرار دارد و در ارتفاع ۱۱۲۸ متری از سطح دریا واقع شده‌است.